# Bruno Vuletić
Bruno Vuletić, hrvaški general, * 5. oktober 1924, Sinj,  † 1997, Beograd.

## Življenjepis
Leta 1942 se je pridružil NOVJ in KPJ; med vojno je bil poveljnik več enot, nazadnje 4. (dalmacijske) brigade.
Po vojni je bil pomočnik vojaškega atašeja v ZDA in Veliki Britaniji, vojaški ataše na Kitajskem, poveljnik divizije, načelnik Kabineta vrhovnega poveljnika JLA.